# Чингэлтэй

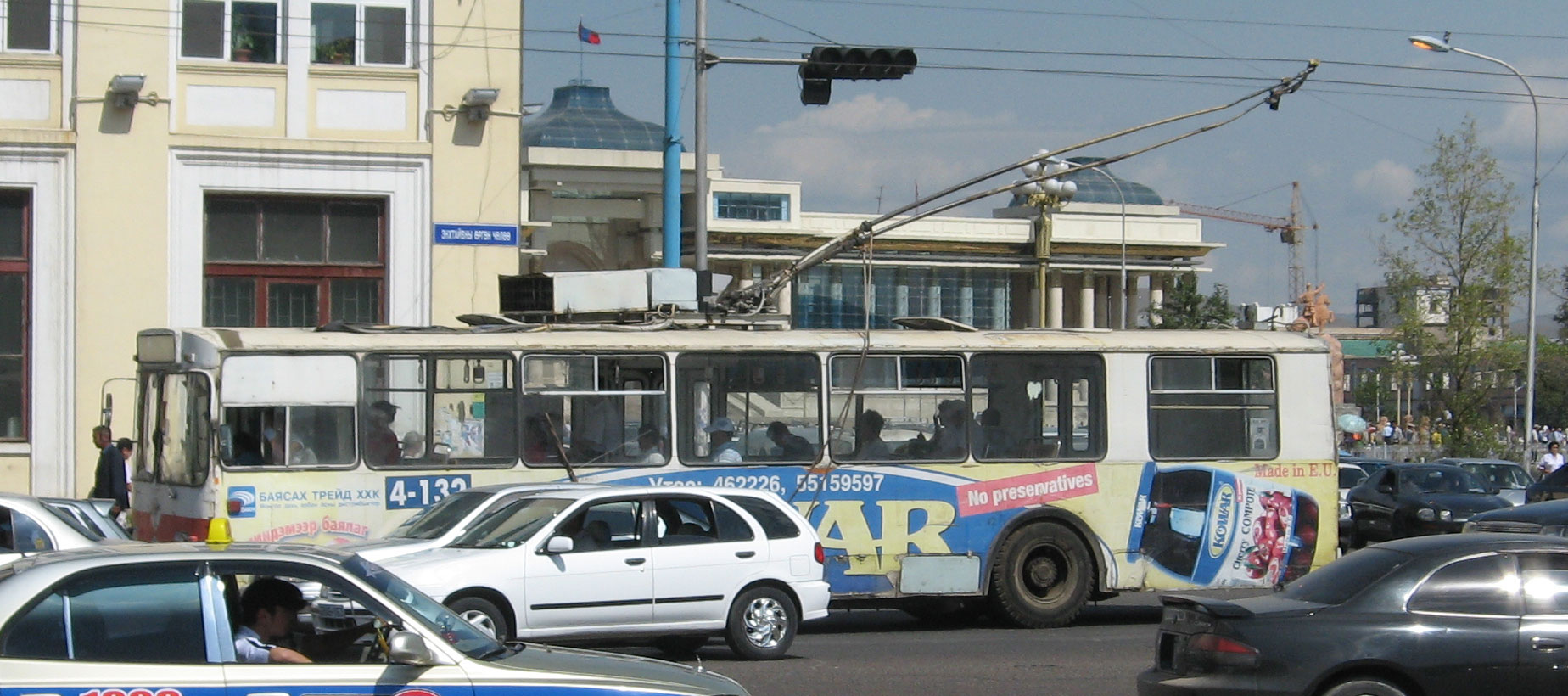
Троллейбус в Улан-Баторе

Чингэлтэй (монг. Чингэлтэй) — восьмой по площади и четвёртый по населению район Улан-Батора. Подразделяется на 18 хороо (подрайонов). Чингэлтэй находится на севере Улан-Батора, у подножия горы Чингэлтэй-Уул.
По данным 2006 года в районе проживало 130 501 человек. К 2009 году население увеличилось почти на 10 000 жителей и составило 140015 человек. Плотность населения в районе составляет 1568 чел./км².
В районе имеется сложная сеть общественного транспорта, в том числе троллейбус, автобус и дуобус. На территории района в башне Бодхи расположены кассы монгольской авиакомпании MIAT Mongolian Airlines.